# Чедесано (Бреша)
Чедесано је насеље у Италији у округу Бреша, региону Ломбардија.
Према процени из 2011. у насељу је живело 251 становника. Насеље се налази на надморској висини од 658 м.